# Euscorpius aquilejensis
Espèce
Synonymes
- Scorpius aquilejensis C. L. Koch, 1837
- Euscorpius carpathicus aquilejensis (C. L. Koch, 1837)
- Euscorpius carpathicus picenus Caporiacco, 1950

Euscorpius aquilejensis est une espèce de scorpions de la famille des Euscorpiidae.

## Distribution
Cette espèce se rencontre dans le centre et le Nord-Est de l'Italie, dans l'Ouest de la Slovénie et dans le Nord-Ouest de la Croatie.

## Description
Le mâle décrit par Tropea en 2013 mesure 32,36 mm et la femelle 37,82 mm. Euscorpius aquilejensis mesure de 29 à 41 mm.

## Systématique et taxinomie
Cette espèce a été décrite sous le protonyme Scorpius aquilejensis par Koch en 1837. Elle est considérée comme sous-espèce d'Euscorpius carpathicus par Caporiacco en 1950. Elle est placée en synonymie avec Euscorpius tergestinus par Fet et Soleglad en 2002. Elle est relevée de sa synonymie par Tropea en 2013 dans le même temps il place Euscorpius carpathicus picenus en synonymie.

## Étymologie
Son nom d'espèce, composé de aquile(j)[ia] et du suffixe latin -ensis, « qui vit dans, qui habite », lui a été donné en référence au lieu de sa découverte, l'Aquilée.

## Publication originale
- Koch, 1837 : Die Arachniden. Nurnberg C. H. Zeh‘sche Buchhandlung, vol. 3, no 6, p. 89–115 (texte intégral).